# Vijfsecondenregel

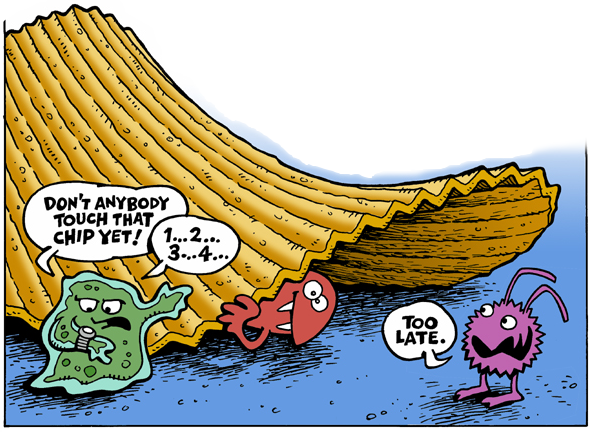
Een cartoon over de vijfsecondenregel

De vijfsecondenregel is de veronderstelling dat gevallen voedsel nog niet besmet zou zijn met bacteriën als het minder dan vijf seconden op de grond heeft gelegen. Bijgevolg zou het voedsel in kwestie nog mogen worden opgeraapt en opgegeten zonder gevaar voor de gezondheid. Uit onderzoek blijkt echter dat gevallen voedsel direct besmet is en dat de factor tijd binnen vijf seconden geen significant verschil maakt. 
Sommige mensen hechten vast geloof aan deze regel. Anderen gebruiken het als een drogreden die hen toelaat om op de grond gevallen voedsel toch nog op te eten, ook wanneer anderen dit als ongepast zouden beschouwen.
Er bestaan vele variaties op de regel. Soms wordt de tijdslimiet aangepast; men spreekt dan bijvoorbeeld van de driesecondenregel of de tiensecondenregel. Ook gebeurt het soms dat de persoon die het voedsel opraapt de tijdslimiet willekeurig aanpast, gebaseerd op hoeveel tijd hij of zij nodig heeft om het voedsel op te rapen. In Rusland klinkt de regel dan weer als volgt: Snel opgeraapt wordt als niet gevallen beschouwd.

## Onderzoek
De vijfsecondenregel was meermaals het onderwerp van wetenschappelijk onderzoek. Uit de onderzoeken komt naar voren dat er al besmetting voorkomt zodra het voedsel de grond raakt. Daarna blijkt tijd pas een significante factor te worden in de besmetting als het voedsel veel langer 5 seconden op de grond ligt. Daarnaast blijkt ook het type ondergrond, het aantal bacteriën op die ondergrond en de vochtigheid van het voedsel een rol te spelen.
Zo bleek in 2003 uit een onderzoek van Jillian Clarke aan de Universiteit van Illinois te Urbana-Champaign dat 56% van de bevraagde mannen en 70% van de bevraagde vrouwen de vijfsecondenregel kent, en dat velen deze regel ook effectief hanteren om gevallen voedsel alsnog op te kunnen eten. In datzelfde onderzoek werd echter ook aangetoond dat voedsel vrijwel onmiddellijk wordt besmet indien het valt op een ondergrond die niet vrij is van bacteriën. Anderzijds kon niet worden aangetoond dat vloeren in openbare ruimtes veel bacteriën bevatten. Voor haar onderzoek over de vijfsecondenregel ontving Clarke in 2004 de Ig Nobelprijs.
Een andere studie uit 2006 met de salmonellabacterie op diverse ondergronden (hout, tegels en tapijt) toonde aan dat bacteriën zeer lang actief blijven als ze in droge omstandigheden op de grond aanwezig zijn. Zelfs bacteriën die al 8 uur op de grond lagen, waren nog steeds in staat om brood te besmetten in minder dan vijf seconden. Evenwel, een minutenlang contact tussen de bacterie en het voedingsmiddel, vertienvoudigde de kans op besmetting.
Ook het populair-wetenschappelijke programma MythBusters besteedde aandacht aan de vijfsecondenregel in een specifieke aflevering. Wanneer enkel de tijd als variabele werd gebruikt, was er geen significant verschil in besmettingsrisico bij voedsel dat 2 seconden, dan wel 6 seconden op de vloer had gelegen. De vochtigheid van het voedsel in kwestie en de graad van vervuiling van de ondergrond waren daarentegen wel relevante factoren.
Eindejaarsstudenten aan de Universiteit van Aston onderzochten de overdracht van bacteriën van de vloer naar voedingsmiddelen in een tijdspanne tussen 3 en 30 seconden. Uit hun onderzoek bleek dat tijd een belangrijke factor is voor de mate van besmetting en dat bovendien het type ondergrond van invloed is op de besmetting. Bij gladde vloeren zoals laminaat en tegels bleek de besmetting groter te zijn dan bij tapijt.

## Media
De vijfsecondenregel komt geregeld voor in allerhande tv-programma's. Zo werd er onder meer naar verwezen in The Simpsons, Osmosis Jones, Grey's Anatomy, Bucket & Skinner's Epic Adventures en Wizards of Waverly Place.